# Chłądowo
Chłądowo (prononciation : [xwɔndɔvɔ]) est un village polonais de la gmina de Witkowo dans le powiat de Gniezno de la voïvodie de Grande-Pologne dans le centre-ouest de la Pologne.
Il se situe à environ 3 kilomètres au nord-est de Witkowo (siège de la gmina), à 16 kilomètres au sud-est de Gniezno (siège du powiat) et à 58 kilomètres à l'est de Poznań (capitale régionale).

## Histoire
De 1975 à 1998, le village faisait partie du territoire de la voïvodie de Konin.

Depuis 1999, Chłądowo est situé dans la voïvodie de Grande-Pologne.